# حمام اخوت
حمام اخوت مربوط به دوره پهلوی است و در نجف‌آباد، محله چهار سوق، خیابان امام شرقی، کوی اخوت واقع شده و این اثر در تاریخ ۲۳ شهریور ۱۳۸۲ با شمارهٔ ثبت ۱۰۲۰۶ به‌عنوان یکی از آثار ملی ایران به ثبت رسیده است.

## ساخت حمام
هنگامی که تاریخ این حمام را مرور می کنیم، متوجه می شویم که اولین بار بنای آن در سال 1315 توسط سید ابوالقاسم آیتی شروع و رد سال 1320 هجری قمری به پایان رسید. 
ولی به دلیل افزایش جمعیتی که نیاز به گرمابه را زیاد کرده بود، در سال 1329 گرمابه ای جدید ساختند. معمار این حمام پسر ابوالقاسم، شخصی به نام عباس آیتی بود. در ساخت قسمت دوم افرادی چون سید میرزا باقر حجتی، غلامحسین منتظری و غلامرضا حلاج نیز نقش داشتند. 

## ساختار حمام
بخش جنوبی حمام دارای سربینه و گرمخانه ای جداگانه است. گرمخانه این بخش دارای طاق و چشمه ای است که بر ستون های سنگی استوار است. اما مهمترین قسمت، بخش شمالی سربینه است که با سقف گنبدی خفته پوشیده شده است.
سیستم گرمایشی حمام در فصاهای میانی واقع شده که گرمای تولید شده توسط چهار شبکه از زیر گرمخانه گذشته و دمای مطبوعی را ایجاد می کند. 